# Kurixalus wangi
Kurixalus wangi é uma espécie de anfíbio anuros da família Rhacophoridae. Está presente em Taiwan. A UICN classificou-a como pouco preocupante.